# Zygmunt Kucharczyk
Zygmunt Adam Kucharczyk (ur. 25 sierpnia 1954 w Częstochowie) – polski polityk, inżynier, nauczyciel akademicki, wicewojewoda częstochowski (1998), wicewojewoda śląski (1999–2001).

## Życiorys
W 1978 ukończył studia na Wydziale Fizyki Technicznej i Matematyki Stosowanej Politechniki Warszawskiej. Uzyskał stopień naukowy doktora mechaniki na Wydziale Mechanicznym Energetyki i Lotnictwa tej samej uczelni (1989). W latach 1984–2021 był nauczycielem akademickim na Politechnice Częstochowskiej. Specjalizował się w zakresie inżynierii jakości, trybologii i mechaniki ośrodków ciągłych.
Działacz Stowarzyszenia „Wspólnota Polska”. W rządzie Jerzego Buzka był wicewojewodą częstochowskim (ostatnim w historii tego województwa) i następnie (do 2001) wicewojewodą śląskim.
Działał w ROAD, Unii Wolności i utworzonej na bazie tego ugrupowania Partii Demokratycznej. W 2006 przeszedł do Platformy Obywatelskiej. Kandydował kilkakrotnie z ramienia tych ugrupowań bez powodzenia w wyborach parlamentarnych i samorządowych.